# Frédéric Descrozaille
Frédéric Descrozaille, né le 16 avril 1967 à Neuilly-sur-Seine, est un homme politique français. Il est membre de La République en marche et député entre 2017 et 2024 de la première circonscription du Val-de-Marne.
Le 11 juillet 2025 le Conseil constitutionnel le déclare inéligible jusqu'au 11 juillet 2028 pour n'avoir pas publié ses comptes de campagne.

## Biographie

### Formation
Frédéric Descrozaille effectue sa scolarité en collège à Saint-Michel de Picpus à Paris de 1977 à 1981. Il continue sa scolarité au lycée Louis-le-Grand entre 1981 et 1985. Après l'obtention de son baccalauréat D, il intègre le lycée Sainte-Geneviève à Versailles, en classe préparatoire (math sup et math spé bio). Il intègre par la suite l'Institut national agronomique Paris-Grignon en 1987, dont il est diplômé en 1992 (spécialisation développement agricole). Il complète sa formation en 1989 d'une licence en informatique à Paris VI (Jussieu) et entame une formation en parallèle à partir de 1991 à l'Institut d'études politiques de Paris, dont il sort diplômé en 1996 (filière communication et ressources humaines)[source insuffisante].

### Carrière
Frédéric Descrozaille occupe son premier poste, entre janvier 1993 et avril 1994, en tant qu'attaché agricole à l'ambassade de France à New Delhi dans le cadre d'un volontariat du service national en administration (VSNA).
En 1994, il entame sa carrière, en tant que chargé de mission à l'Assemblée permanente des chambres d'agriculture (APCA). Il devient en 1996 chargé de communication à CFCA (aujourd'hui Coop de France). Ensuite, il devient attaché de direction au Centre national des jeunes agriculteurs en 1997, puis directeur en 2000, poste qu'il occupera aussi à la Fédération interprofessionnelle du cheval de sport, de loisir et de travail (FIVAL) en 2003. En 2008, il devient le directeur général de l'Interprofession des fruits et légumes frais (INTERFEL).
En 2012, Frédéric Descrozaille se met à son compte dans le cadre d'un reclassement externe. Il effectue des missions de conseil et de formation avant de rejoindre Selescope (cabinet de conseil en recrutement et évaluation d'équipes dirigeantes) en 2014 en tant que consultant senior. Il en démissionne en juin 2017 après avoir été élu député de la première circonscription du Val-de-Marne.

## Politique
Entre 2002 et 2003, Frédéric Descrozaille est adhérent au PS. Il est co-rédacteur de la motion D au congrès de Dijon (« Forces militantes », animé par Marc Dolez et Pierre Larrouturou)[réf. nécessaire].
Il devient le chargé des questions agricoles dans l'équipe de campagne de François Bayrou lors de l'élection présidentielle de 2007. En 2008, il est inscrit en 7e position sur une liste municipale MoDem à Gagny.
En 2012, il est membre de Nouvelle Donne[réf. nécessaire].
À l'automne 2016, il rejoint le groupe thématique « ruralité et agriculture » d'En marche[réf. nécessaire].

### Députation
Frédéric Descrozaille est élu député de la première circonscription du Val-de-Marne lors des élections législatives de 2017 sous l'étiquette La République en marche avec 51,71 % des voix au second tour face à André Kaspi (LR). Il siège à la commission des Affaires économiques et au Comité d’évaluation et de contrôle des politiques publiques.
À l’automne 2018, il est à l'initiative du projet « Repas à l'hôpital », dont l'objectif est la mise en œuvre d'une expérimentation de nouvelles pratiques dans la préparation des repas à destination des patients afin d'en améliorer la qualité et de limiter le gaspillage des denrées. Il vote contre la « PMA pour toutes ».
En mars 2023, sa proposition de loi concernant la limitation à 34 % des promotions sur les produits d'hygiène et de beauté est adoptée. Initialement présentée comme un moyen de « protéger l'emploi et les PME », cette mesure entrant en vigueur en mars 2024 fait réagir. Le député indiquera en janvier 2024 que son texte de loi est « trop complexe » et que cette loi participe à « déluge de normes et de tracasseries ».
En juillet 2023, Frédéric Descrozaille est candidat à la présidence du groupe Renaissance à l'Assemblée nationale, il est battu par Sylvain Maillard après n'avoir recueilli que trente-trois voix tandis que son adversaire en recueillait cent soixante-cinq (80 % des suffrages).
En septembre 2023, à l’occasion du bureau du groupe majoritaire Renaissance à l’Assemblée nationale, il défend l’idée que la majorité présidentielle doit accepter le soutien du Rassemblement national « selon les cas. »
En novembre 2023, il est mis en cause par le journal Mediapart pour avoir « dévoyé » l'enveloppe budgétaire censée couvrir ses frais de mandat en 2021.
Frédéric Descrozaille échoue à se faire réélire député de la 1re circonscription du Val-de-Marne en juillet 2024, à la suite de la dissolution.
Le 11 juillet 2025, il est déclaré inéligible pendant trois ans par le Conseil constitutionnel.